# أنطونيو فرنانديز (مدرب كرة قدم)
أنطونيو فرنانديز (بالإسبانية: Antonio Fernández Marchán)‏ هو مدرب كرة قدم إسباني، ولد في 27 أغسطس 1970.